# Hoburg fyr
Hoburg fyr är en fyr vid Hoburgen på södra Gotland. Fyren tändes den 1 oktober 1846. Sedan den 7 december 2017 är fyren ett statligt byggnadsminne.
Carl von Linné föreslog redan 1741 att en fyr skulle resas på platsen, och klagomålen var många på Gotlands dåliga fyrbelysning, men det dröjde till mitten av 1800-talet innan planerna sattes i verket. Fyren byggdes från början som en spegelfyr. Tornet är byggt i kalksten. Den blev Gotlands andra bemannade fyr, efter fyren på Östergarnsholm (1806). Ytterligare ett år senare byggdes Fårö fyr.
Först bestod belysningen i rovoljelampor. På 1880-talet byttes de till fotogenlampor, och 1915 installerades luxljus. Samma år monterades den nuvarande roterande Fresnel-linsen. Sedan 1951 är fyrbelysningen elektrisk.
Hoburg fyr avbemannades 1978 då den blev automatiserad. Sjöfartsverket äger och driver fyrtornet. Under sommarmånaderna är tornet öppet för besökande turister.

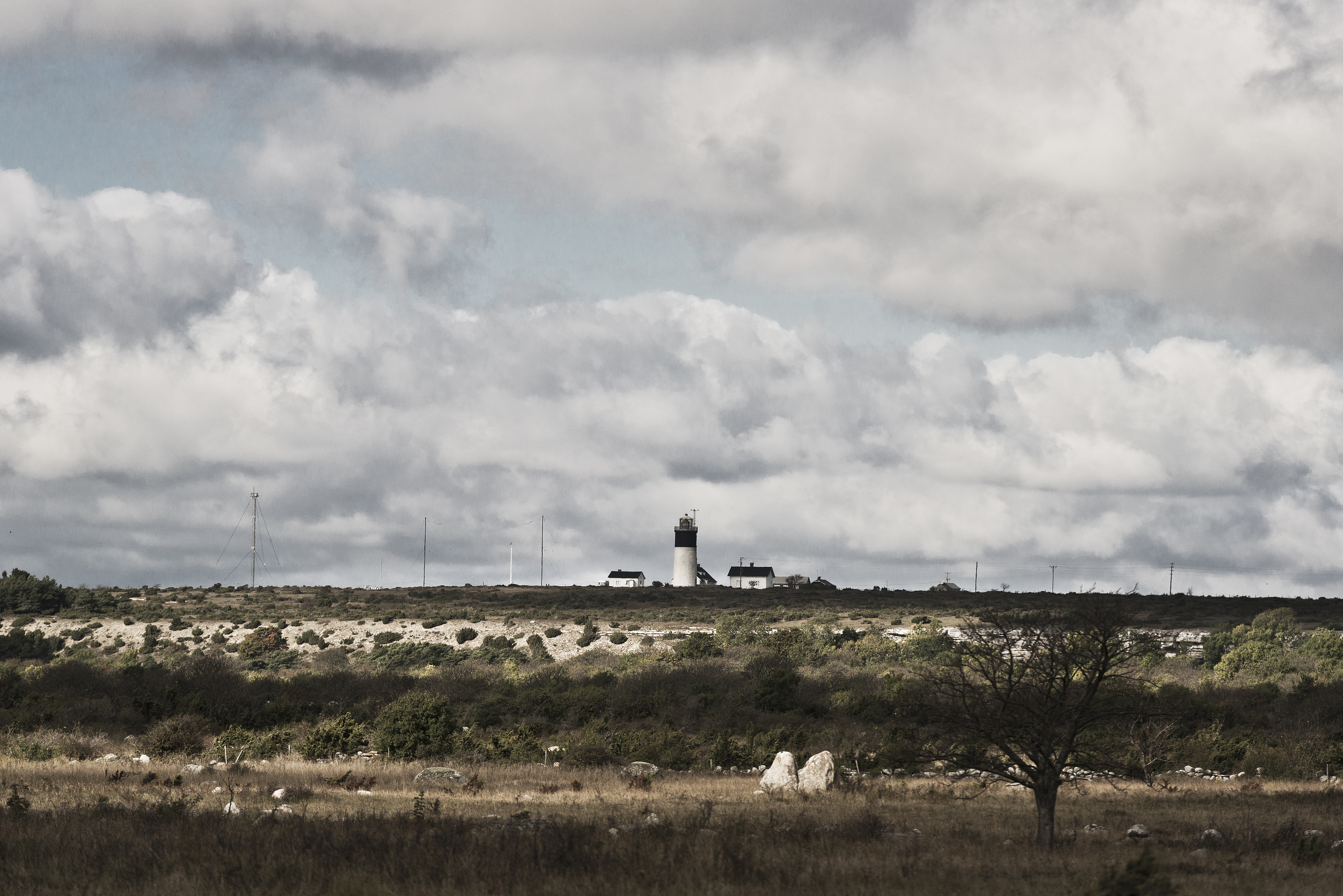
Vy mot fyren.
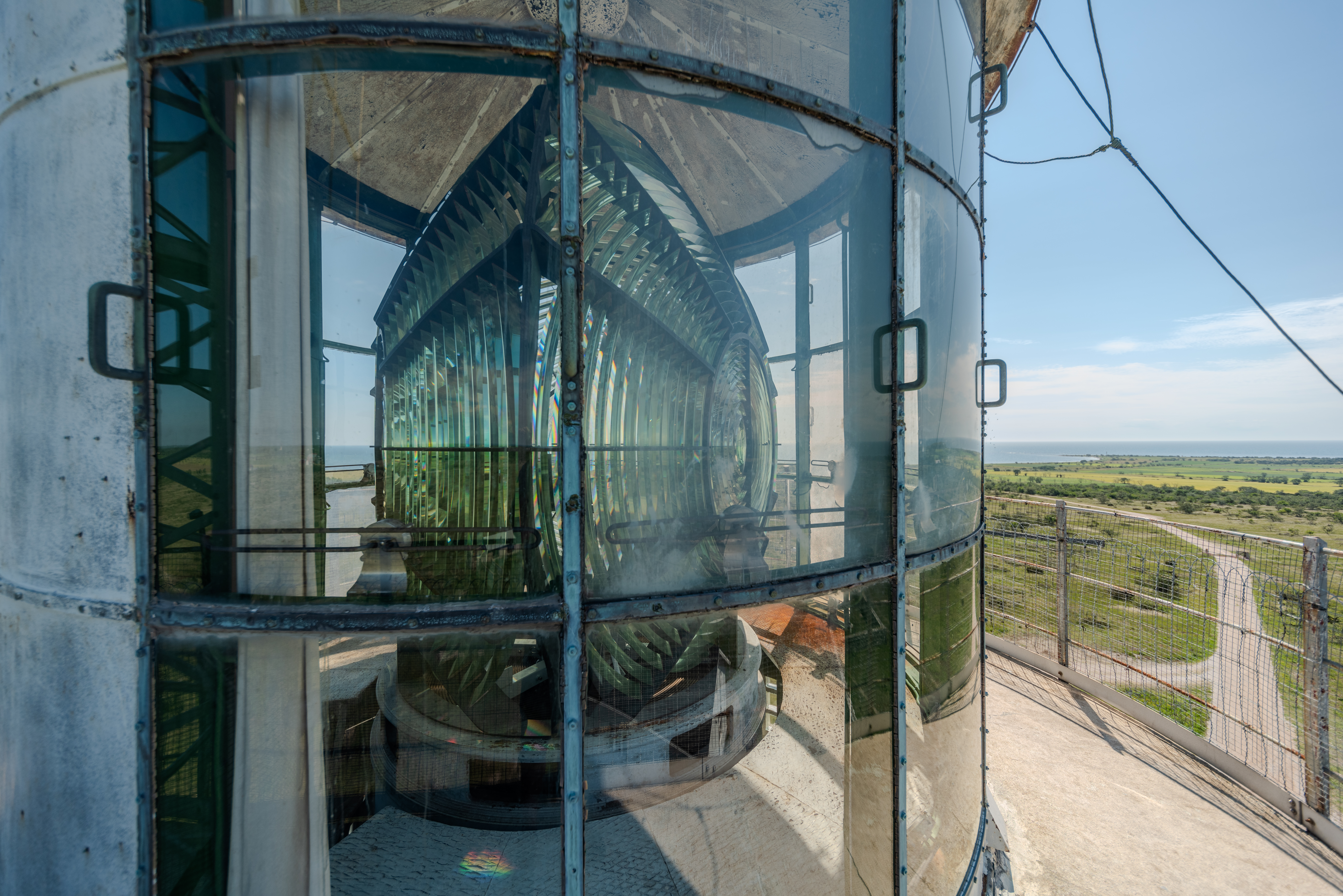
Fresnel-linsen.
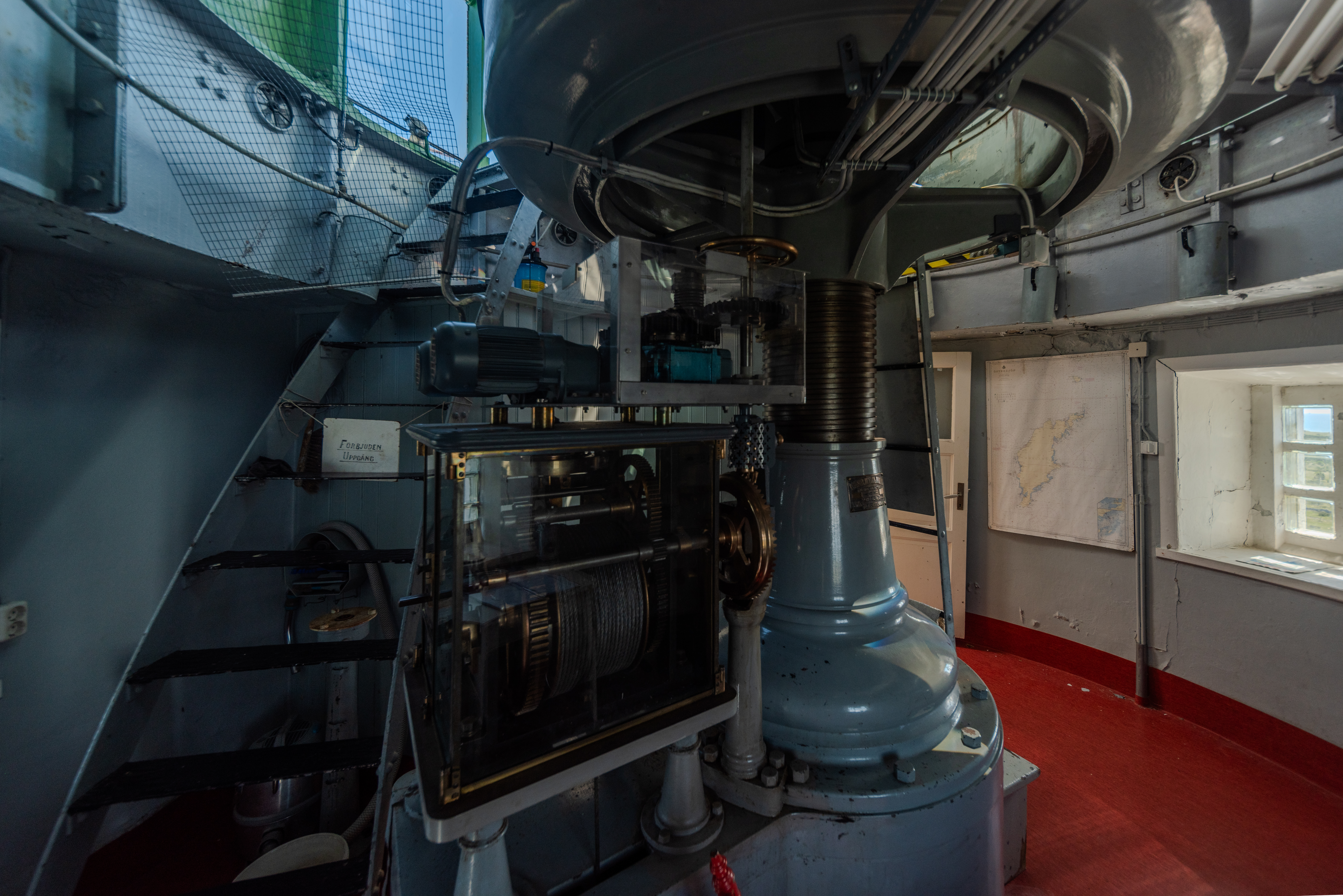
Interiör av fyren.
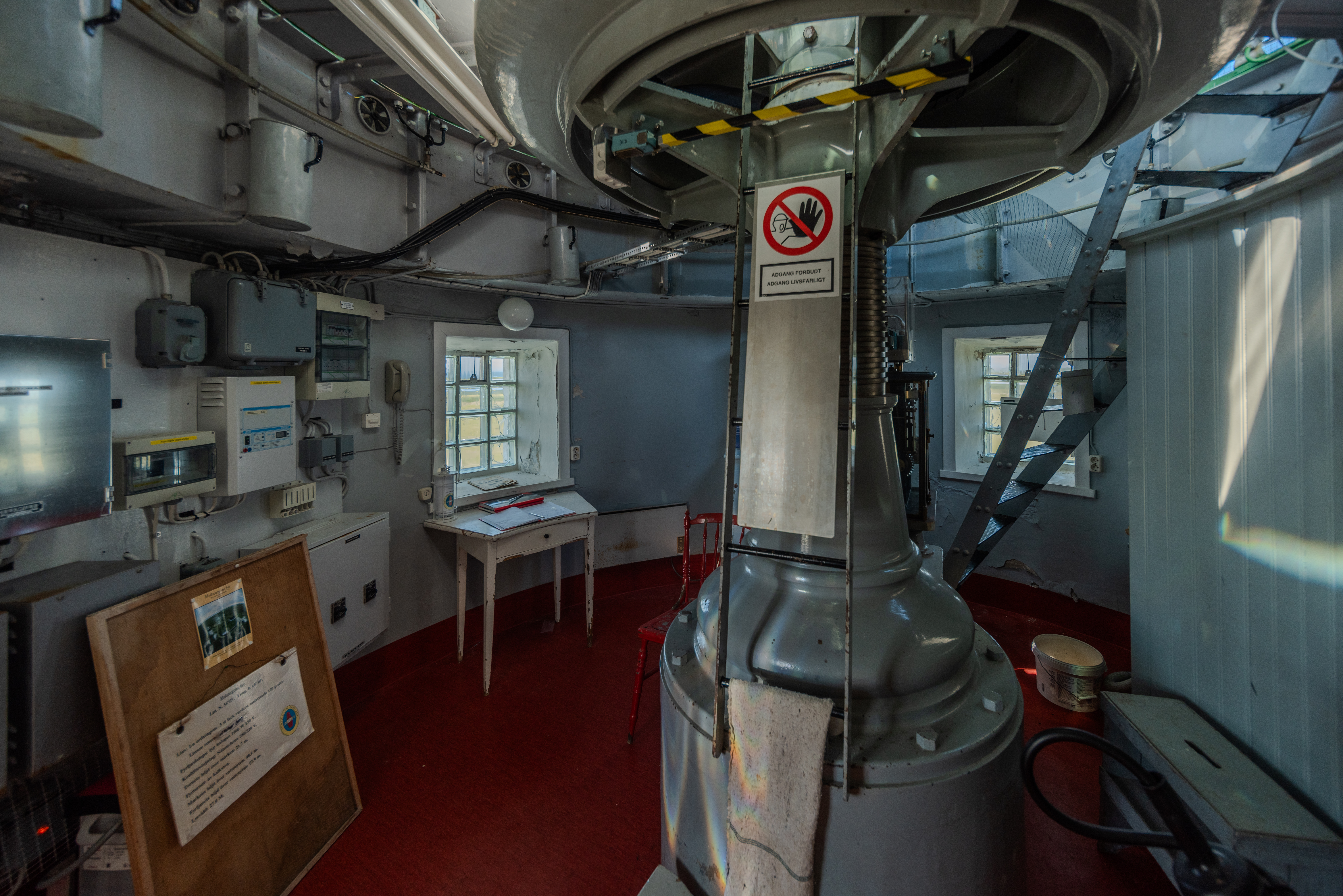
Interiör av fyren.